# Johan Engqvist
Johan Engqvist (i riksdagen kallad Engqvist i Torpa), född 8 oktober 1861 i Kalvsvik, Kronobergs län, död 4 juli 1928 i Salem, var en svensk politiker (liberal). Han var den siste soldaten för Kronobergs infanteriregemente  i Hjortatorp och Frännafälle rote, soldattorp 35 i Kalvsviks socken, åren 1880-1888. Blev vid indelningsverkets upphörande ägare till en gård i Torpa (Dänningelanda) där han var handlare och lantbrukare. Engagerad i nykterhetsrörelsen som distriktstemplare. Systern Eva var utfattig och inneboende i en liten backstuga hos soldaten Nöjd intill gården Hagstad, Kalvsviks socken 
Johan Engqvist var riksdagsledamot i andra kammaren för Kronobergs läns östra valkrets 1912–1914 (höstsessionen). Som kandidat för Frisinnade landsföreningen tillhörde han dess riksdagsparti Liberala samlingspartiet. I riksdagen var han främst engagerad i jordbruksfrågor.